# Listă de filme australiene din anii 2000
Listă de filme australiene din anii 2000 se poate referi la:
- Listă de filme australiene din 2000
- Listă de filme australiene din 2001
- Listă de filme australiene din 2002
- Listă de filme australiene din 2003
- Listă de filme australiene din 2004
- Listă de filme australiene din 2005
- Listă de filme australiene din 2006
- Listă de filme australiene din 2007
- Listă de filme australiene din 2008
- Listă de filme australiene din 2009